# Тајланд на Светском првенству у атлетици у дворани 2012.
Тајланд је седми пут учествовао на Светском првенству у атлетици у дворани 2012. одржаном у Истанбулу од 9. до 11. марта. Репрезентацију Тајланда представљао је један учесник, који се такмичио у скоку удаљ.
Тајланд није освојио ниједну медаљу нити је постигнут неки рекорд.

## Учесници
Мушкарци:
- Супанара Сухасвасти — Скок удаљ

## Резултати

### Мушкарци
| Атлетичар           | Дисциплина | Лични рекорд | Квалификације | Квалификације | Финале               | Финале  | Детаљи |
| Атлетичар           | Дисциплина | Лични рекорд | Резултат      | Место         | Резултат             | Место   | Детаљи |
| ------------------- | ---------- | ------------ | ------------- | ------------- | -------------------- | ------- | ------ |
| Супанара Сухасвасти | Скок удаљ  | 7,47         | 7,43          | 13            | Није се квалификовао | 13 / 15 |        |